# Stadskanaal (canal)
Pour les articles homonymes, voir Stadskanaal.
Le Stadskanaal est un canal néerlandais de la province de Groningue.
Le nom du canal veut dire Canal de la Ville ; la Ville étant le surnom de la ville de Groningue, par comparaison aux Ommelanden. La partie méridionale du canal s'appelle également Musselkanaal pendant la traversée du village de Musselkanaal et Ter Apelkanaal pendant la traversée du village de Ter Apelkanaal.
En 1765, le conseil de la ville de Groningue décida de faire construire un canal entre Bareveld et Ter Apel, afin de promouvoir le défrichement des hautes tourbières du marais de Bourtange. On choisit alors un itinéraire le long de la frontière entre les provinces de Groningue et de Drenthe.
Le canal fut achevé en 1856. Il a une longueur de 32 km. Grâce à la commercialisation de la tourbe comme combustible, le canal fut un des plus fréquentés des Pays-Bas au XIXe siècle. Aux écluses, le temps d'attente pouvait atteindre plusieurs heures. Autour des écluses s'établirent des bistrots et des petits magasins ; le long du canal se développèrent les localités de Stadskanaal et Musselkanaal.
Du côté de Drenthe, on a construit un certain nombre de canaux perpendiculaires (appelé mond), le long desquels naquirent d'autres villages, construits tout en longueur.
À la fin de l'ère de la tourbe, le Stadskanaal servait surtout au transport des produits agricoles, dont essentiellement des pommes de terre pour la production des fécules de pommes de terre, et de la paille pour la fabrication de carton de paille. Il y avait également un certain nombre de chantiers navals le long du canal. À partir des années 1930, le Stadskanaal perdait son importance pour le transport fluvial. Dans les années 1970, il y a même eu des projets pour combler le canal, mais les habitants de Stadskanaal ont réussi à empêcher ces projets. De nos jours, le canal n'est plus fréquenté que par la plaisance.

## Source
- (nl) Cet article est partiellement ou en totalité issu de l’article de Wikipédia en néerlandais intitulé « Stadskanaal (canal) » (voir la liste des auteurs).